# 吕玄伯
吕玄伯（？—？），南北朝时期的刺客。
宋文帝刘义隆派遣刺客吕玄伯求取北魏龙骧将军、荥阳郡太守王慧龙的首级，奖赏为二百户的男爵、绢一千匹。吕玄伯假装投降前去见王慧龙，以有要事述说为由请求屏退其他人。王慧龙怀疑了，派人搜查吕玄伯怀中，发现一尺长的刀，吕玄伯叩头请死。王慧龙说：“各为其主罢了，我不忍心杀害这个人。”王慧龙身边的人都说宋文帝害人之心没有中止，不杀吕玄伯，没办法制止将来的事。王慧龙说：“死生有命，他又怎么能害我。而且我以仁义为盾牌，又何必害怕刺客呢。”于是放了吕玄伯，当时的人都佩服王慧龙的宽恕。
太平真君元年（450年），王慧龙去世，吕玄伯感激王慧龙保全宽恕自己的恩德，在王慧龙坟墓旁边留守，终身不离。